# 727.
Ovo je članak o godini. Za članak o putničkom zrakoplovu vidi Boeing 727
◄ | 7. stoljeće | 8. stoljeće | 9. stoljeće | ►
◄ | 690-ih | 700-ih | 710-ih | 720-ih | 730-ih | 740-ih | 750-ih | ►
◄◄ | ◄ | 724. | 725. | 726. | 727. | 728. | 729. | 730. | ► | ►►
Astronomija • Književnost • Kršćanstvo • Pravo • Promet

## Smrti
- 30. svibnja – Sveti Hubert, katolički svetac (* oko 656. – 658.)

## Vanjske poveznice
|  | Zajednički poslužitelj ima još gradiva o temi 727. |